# Naked Attraction Suomi
Naked Attraction Suomi är ett dejtingprogram baserat på det brittiska formatet Naked Attraction. Den första säsongen släpptes på streamingtjänsten Dplay+ (nu Discovery+) i december 2020. Programledare är sexterapeuten Marja Kihlström.

## Koncept
I programmet presenteras deltagaren för fem nakna personer som står gömda i färgglada bås. Deras kroppar och ansikten avslöjas gradvis nerifrån och upp, och i slutet av varje omgång måste deltagaren välja vem som ska elimineras. När det bara finns två personer kvar i båsen går deltagaren för att ta av sig kläderna innan han bestämmer sig för vilken av de återstående de ska välja som sin dejtingpartner. Seriens trailers är censurerade, men avsnitten är det inte.